# 陸援隊

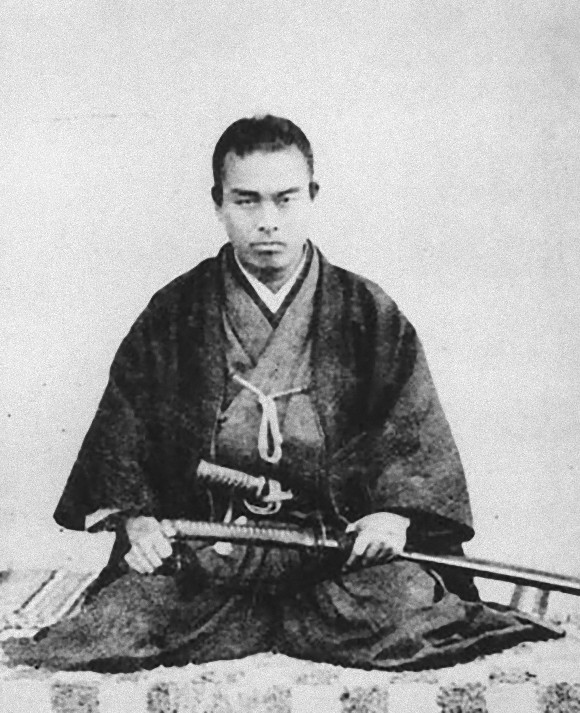
中岡慎太郎

陸援隊（りくえんたい）は、江戸時代末期（幕末）の慶応3年5月25日（1867年6月27日）、土佐藩出身の中岡慎太郎によって組織された武力討幕のための武力集団（浪士隊）。

## 概要
慶応3年（1867年）7月、中岡の同志・坂本龍馬が組織した亀山社中が海援隊として土佐藩に付属する外郭機関となったのに続き、中岡も長州で見聞していた奇兵隊を参考に、薩土討幕の密約に基づいて土佐藩に付属する遊軍として陸援隊を結成した。土佐藩主・山内豊範の側役・福岡孝弟は公武合体から倒幕へと動く時流に乗るために、脱藩して勤皇活動を行なっていた中岡や坂本らを土佐藩の影響下に収めて、海援隊と陸援隊とを併せて翔天隊とする構想であった。脱藩の罪を許された中岡が隊長となり、京都白川の土佐藩邸を本拠とした。尊皇攘夷の思想を持つ土佐藩、水戸藩の脱藩浪士が中核となり、隊士は総員77名であった。薩摩藩からは洋式軍学者鈴木武五郎が派遣され、支援隊の十津川郷士ら50名と共に、洋式調練を行った。食事は河原町の土佐藩邸から支給された。陸援隊の内部には新選組など幕府方の密偵が入り込んでいたといわれる。
慶応3年11月15日（1867年12月10日）、京都河原町において隊長の中岡が坂本と共に暗殺されると（近江屋事件）、同志の田中光顕、谷干城らが隊を指導した。同年12月7日（1868年1月1日）、隊士の一部が海援隊士らと共に、京都油小路の旅籠・天満屋を襲撃して、紀州藩士三浦休太郎を襲い、新選組と戦った（天満屋事件）。
翌8日、岩倉具視の密命を受けて鷲尾隆聚を擁して高野山に向かい、12日に陸援隊が中心となって挙兵し、王政復古した朝廷に紀州藩を恭順させた。続く鳥羽・伏見の戦いに際しても高野山に滞陣して紀伊、大和の勢力を牽制した（高野山挙兵）。鳥羽・伏見の戦いで新政府軍が勝利した後、京都に帰還し、御親兵となった。

## 主な隊士
- 田中光顕
- 香川敬三
- 岩村高俊
- 片岡源馬
- 大橋慎三
- 大江卓
- 橋本皆助
- 中島信行

## 関連書籍
- 平尾道雄『陸援隊始末記―中岡慎太郎』（中公文庫、1977年）ISBN 978-4122004474